# 157301 Loreena
157301 Loreena este o planetă minoră (asteroid) din centura de asteroizi. A fost descoperită pe 16 septembrie 2004 la Volkssternwarte Drebach⁠(d) de André Knöfel⁠(d). 
Obiectul prezintă o orbită caracterizată de o semiaxă mare de 2,6850371867308 UAi, o excentricitate de 0,11, o înclinație de 3,4 ° în raport cu ecliptica.